# John Pearce
John J. Pearce, né le 13 mai 1923 à Sydney et mort en 1992, est un ancien joueur australien de tennis.

## Carrière
Finaliste du double mixte de l'Open d'Australie en 1961, avec Mary Reitano perdu 7-9, 2-6 contre Bob Hewitt / Jan Lehane
En 1960 il fait une tournée en Europe et participe à plusieurs tournois dans plusieurs pays dont Roland Garros et Wimbledon,.
De 1998 à 2006 (83 ans) il joue sur le circuit senior

## Palmarès

### Finale en double mixte
| No | Date       | Nom et lieu du tournoi             | Catégorie | Surface      | Vainqueurs            | Partenaire          | Score    |          |
| -- | ---------- | ---------------------------------- | --------- | ------------ | --------------------- | ------------------- | -------- | -------- |
| 1  | 17-01-1961 | Australian Championships Melbourne | G. Chelem | Gazon (ext.) | Jan Lehane Bob Hewitt | Mary Carter Reitano | 9-7, 6-2 | Parcours |